# Dulíquion
Dulíquion (grec antic: Δουλίχιον) era una illa o de la ciutat d'una illa esmentada diverses vegades a la Ilíada i l'Odissea. No se sap a quina illa fa referència, però en qualsevol cas era situada a la costa de la mar Jònica, enfront d'Acarnània.
Homer, al Catàleg de les naus, diu que Meges, fill de Fileu, rei de l'Èlida, va conduir quaranta naus a la guerra de Troia venint de Dulíquion i el que anomena les sagrades Illes Equínades, situades davant de la costa de l'Èlida. Fileu era fill d'Augies, rei dels epeus d'Elis, que va emigrar a Dulíquion perquè havia incorregut en la ira del seu pare. A l'Odissea, Dulíquion apareix amb freqüència, relacionada amb Same (probablement Cefal·lènia, o bé la ciutat de Same), Zacint i Ítaca. Era una de les illes sobre les quals Odisseu tenia jurisdicció, i era celebrada per la seva fertilitat.
La identificació de Dulíquion va donar lloc a moltes disputes entre els antics. Hel·lànic diu que era l'antic nom de Cefal·lènia, mentre que Andró d'Halicarnàs diu que era una de les ciutats d'aquesta illa, que Ferecides identifica amb la ciutat de Pale, una opinió que Pausànias comparteix. Estrabó, en canvi, sosté que Dulíquion era una de les Illes Equínades, i la identifica amb Dòlica (grec antic: ἡ Δολίχα, actualment Μάκρη, Makri), situada davant d'Eníades, a la desembocadura del riu Aqueloos. Pel que fa als acadèmics moderns, Leake també pensava que es tractava d'una de les Equínades, i pensà en Petalàs, mentre que Dörpfeld considerà, com Hel·lànic, que es tracta del nom antic de Cefal·lènia.